# Джонс, Джейсон (спринтер)
Дже́йсон Джонс (англ. Jayson Jones; род. 15 августа 1977, Фульда, Гессен) — белизский спринтер, участник двух летних Олимпийских игр.

## Спортивная биография
В 2000 году Джейсон Джонс впервые выступил на летних Олимпийских играх. В соревнованиях в беге на 200 метров белизский спортсмен в первом раунде показал время 22,20 с и занял 7-е место в своём забеге. В 2001 году Джонс принял участие в чемпионате мира в Эдмонтоне, но занял последнее место в первом раунде и выбыл из соревнований.
В 2008 году Джонс вновь принял участие в летних Олимпийских играх. На 200-метровке Джейсон показал высокий для себя результат 21,54 с и занял 6-е место в своём забеге. Тем не менее этот результат не позволил Джонсу пробиться во второй раунд соревнований.
На Панамериканских играх 2011 года Джонс выступил в трёх дисциплинах, но ни в одной из них не смог пробиться в финал.